# Зорін Олег Геннадійович
Зорін Олег Геннадійович — радянський, український кінооператор. Член Національної спілки кінематографістів України.
Народився 25 травня 1951 р. у м. Петровськ-Забайкальський Читинської обл.
Закінчив Київський державний інститут театрального мистецтва ім. І. Карпенка-Карого (1981).
Працює у Києві в галузі науково-популярного кіно.

## Фільмографія
- «Бачу ціль» (1978, асистент оператора у співавт.)

Зняв фільми:
- «Музей Ханенків»
- «Володимир Волинський»
- «Історія України»
- «Седнєв» (1992)
- стрічки «Між уламками Золотої Орди. Фільм 29», «Нові власники. Фільм 80» в документальному циклі «Невідома Україна. Нариси нашої історії» (1993),
- «Донецька торговельно-промислова палата»
- «Нове в технології виробництва цукру» (1997) та ін.